# 普里季相西克
48°6′43″N 22°54′30″E / 48.11194°N 22.90833°E
普里季相西克（烏克蘭語：Притисянське），是烏克蘭西部的村莊，隸屬外喀爾巴阡州的貝雷霍韋區。該村面積536平方公里，海拔高度122米，2001年人口124，人口密度每平方公里230人。